# Thisteds flygplats
Thisteds flygplats är en flygplats i Danmark.   Den ligger i Thisted Kommune och Region Nordjylland, i den nordvästra delen av landet. Thisteds flygplats ligger 7 meter över havet. Den ligger på ön Vendsyssel-Thy.